# Минокопи
Минокопите (Umbrina) са род актиноптери от семейство Минокопови (Sciaenidae).
Таксонът е описан за пръв път от Жорж Кювие през 1817 година.

## Видове
- Umbrina analis
- Umbrina broussonnetii
- Umbrina bussingi
- Umbrina canariensis – Канарски горбил
- Umbrina canosai
- Umbrina cirrosa – Минокоп
- Umbrina coroides
- Umbrina dorsalis
- Umbrina galapagorum
- Umbrina imberbis
- Umbrina milliae
- Umbrina reedi
- Umbrina roncador
- Umbrina ronchus
- Umbrina steindachneri
- Umbrina xanti